# Heinkel He 177 Greif
Heinkel He 177 Greif var ett tyskt tungt bombflygplan som användes under andra världskriget.
Planet designades av Siegfried Günter enligt en specifikation från Reichsluftfahrtministerium 1938. Flygplanet kan sägas vara en motsvarighet till USA:s B-29. Båda konstruerades för lång räckvidd och med moderniteter som tryckkabin. 
Flygplanet karaktäriseras av flera avancerade konstruktionslösningar. I stället för att förse konstruktionen med fyra enkla motorer byggdes motorerna ihop två och två. Denna konstruktion var inte problemfri och flera spontana motorbränder gav planet öknamnet "brinnande likkistan". 
En del av den defensiva beväpningen placerades i fjärrkontrollerade torn. Offensiv beväpning var bland annat målstyrda glidbomber samt dito attackrobotar. 
Första flygningen med prototypen var tvungen att avbrytas då motortemperaturen steg hastigt och oroväckande vibrationer i konstruktionen upptäcktes. Efter att den andra prototypen havererat omdesignades stjärtpartiet. Den femte prototypen var den första att bära vapen. Detta plan förolyckades på grund av motorbrand. Efter denna olycka byggdes ytterligare tre prototyper. 1942 kom den första produktionsvarianten från fabriken, Arado byggde 130 plan i fyra undervarianter (He 177A-1/R1 - He 177A-1/R4).
Under första halvan av 1944 deltog plan stationerade i Tyskland och Frankrike i operation Steinbock, en bombräd mot brittiska mål. På grund av bränslebrist och koncentrationen på jaktplansproduktion drogs så gott som alla He 177 ur aktiv tjänst under 1944. Ett av dessa plan skickades till Letov i Prag där det modifierades för att kunna bära den tyska atombomben (som aldrig färdigställdes).

## Utveckling
General Walther Wever som var Oberkommando der Luftwaffes första chef för generalstaben var en tidig tysk förespråkare av strategiska bombplan för att kunna nå mål i det inre av Sovjetunionen. Hans första förfrågan för strategiska bombplan, Uralbomber projektet resulterade i 6 prototyper, tre av Dornier Do 19 och tre av Junkers Ju 89 som alla färdigställdes 1936. Walther Wevers död och RLM:s utfärdande av en ny förfrågan för ett strategiskt bombplan, kallad Bomber A, båda den 3 juni 1936 dödade i praktiken Uralbomber projektet innan prototyperna hade provats.
Bomber A specifikationen krävde ett bombplan som kunde bära en bomblast på 1000 kg med en hastighet på 500 km/h, till en räckvidd på 5000 km. För att kompensera för dåtidens bombsikten vars precision var bristande vid bombfälling från hög höjd, skulle det nya bombplanet kunna fälla bomber i dykanfall. Heinkel lämnade in det enda fullständiga designförslaget och tilldelades utvecklingskontraktet för Bomber A den 16 oktober 1936 och projektet fick den interna beteckningen P 1041.  Utvecklingen leddes av tvillingbröderna Siegfried och Walter Günter. Bröderna tog med sig ett par koncept från utvecklingen av spaningsflygplanet Heinkel He 119, det första var motorn Daimler-Benz DB 606 som bestod av två parkopplade Daimler-Benz DB 601 som gav en effekt på över 2000 hk, det andra var kylsystem som byggde på ytmonterade förångare.

## Varianter
- He 177A-0, förproduktionsvariant. 35 exemplar byggdes.
- He 177A-1, första produktionsvarianten utrustad med två Daimler-Benz DB 606-motorer på 2 013 kW (2 700 hk). Max startvikt låg på 30 000 kg och den kunde bära 6 000 kg bomber.
- He 177A-3, totalt byggdes det 170 stycken plan av denna variant.
  - He 177A-3/R1, undervariant till A-3 som tillverkades i 15 exemplar. Den var utrustad med två Daimler-Benz DB606A/B-motor
  - He 177A-3/R2, undervariant till A-3 som hade förbättrad beväpning.
  - He 177A-3/R3, undervariant till A-3 som kunde bära tre Henschel Hs 293 glidbomber.
  - He 177A-3/R4, undervariant till A-3 som var utrustad med FuG 203 målsökare för glidbomberna.
  - He 177A-3/R5, undervariant till A-3 försedd med en 75 mm kanon.
  - He 177A-3/R7, undervariant till A-3 som kunde bära två torpeder.
- He 177A-4, tänkt höghöjdsvariant, denna utvecklades senare som He 274A men när de allierade intog Paris väntade protorypen fortfarande på att flyga vid Farman fabriken i Suresnes.
- He 177A-5, slutiltig produktionsversion med bland annat förstärkt vinge, kraftfullare motorer och kortade stag till landningshjulen. Totalt så tillverkades det 565 plan av denna variant (inräknat undervarianter).
  - He 177A-5/R1-He 177A-5/R4, undervarianter till A-5 med mindre ändringar i beväpningen
  - He 177A-5/R5, undervariant till A-5 med ändringar i utförandet av bombrummet, en fjärrkontrolerad barbett monterades längst bak
  - He 177A-5/R6, undervariant till A-5 med ändringar i utförandet av bombrummet
  - He 177A-5/R7, undervariant till A-5 med tryckkabin för besättningen
  - He 177A-5/R8, undervariant till A-5 med modifieringar i beväpningen
- He 177A-6/R1, sex stycken byggdes av denna variant alla med olika modifieringar för att se vad som skulle kunna tas med i produktionsvarianten av He 177A-6
- He 177A-6/R2, variant med modifierad främre flygkropp och ny beväpning som bestod av två 20 mm MG 151/20 automatkanoner, fyra MG 81 kulsprutor och tre MG 131 kulsprutor.
- He 177A-7, tänkt höghöjdsvariant.
- He 177B, oriktig variantbeteckning för plan som egentligen är av typen Heinkel He 277 (en vidareutveckling av He 177A-3). Den infördes för att man skulle komma runt det faktum att designen inte hade de styrandes godkännande.

## Användare
Nazityskland
- Luftwaffe
  - Fernkampfgeschwader 50
  - Kampfgeschwader 1
  - Kampfgeschwader 4
  - Kampfgeschwader 10
  - Kampfgeschwader 40
  - Kampfgeschwader 100
  - Kampfgeschwader 200
  - Flugzeugführerschule (B) 15
  - Flugzeugführerschule (B) 16
  - Flugzeugführerschule (B) 31
  - Wekusta/OBdL

 Frankrike
- Armée de l'Air använde två stycken He 177 A-3'or som lämnats kvar av tyskarna och hade byggts om av SNCASE i Blagnac.

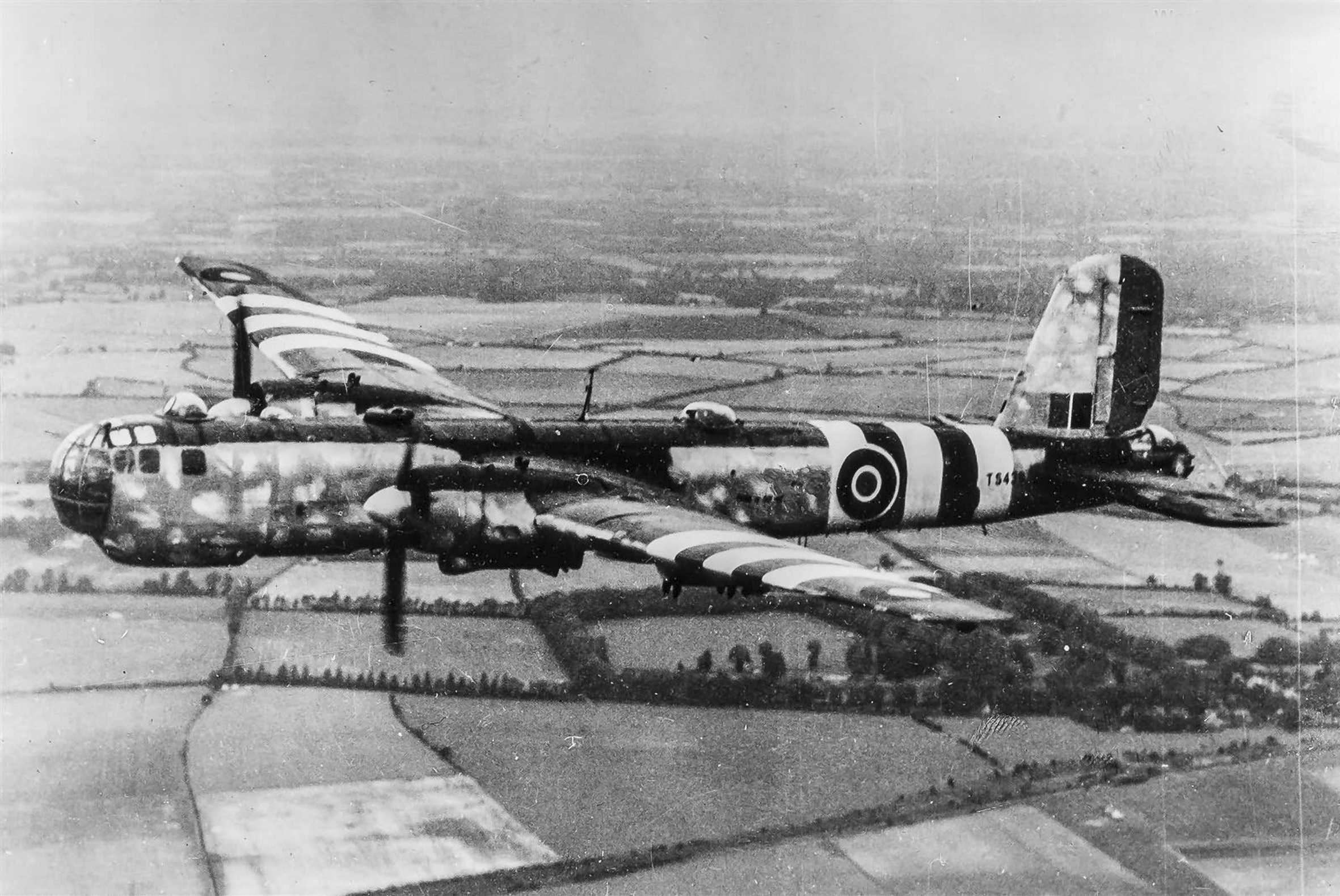
He 177 A-5 med brittiska nationalitetsbeteckningar.

 Storbritannien
- Royal Aircraft Establishment

En He 177 A-5 (Geschwaderkennung identitet F8 + AP från 6./KG 40) som hade omhändertagits på Toulouse-Blagnac flygplats i september 1944. Märktes om med brittiska nationalitetsbeteckningar och fick serienumret TS439. Användes i utvärderingssyfte.